# Phanokles
Phanokles (altgriechisch Φανοκλῆς Phanoklḗs) war ein antiker griechischer Elegiker. Er lebte etwa in der ersten Hälfte des 3. Jahrhunderts v. Chr.

## Werk
Phanokles, dessen Herkunft und genauere Lebenszeit unbekannt sind, wirkte in der frühhellenistischen Ära. Es ist nur eine von ihm verfasste Elegiensammlung bekannt, die den Titel Eroten oder Schöne (῎Ερωτες ἢ Καλοί) trug und sich mit dem Thema Päderastie befasste. Geschildert wurden amouröse Beziehungen von Göttern und mythischen Helden zu attraktiven Knaben. Die Anordnung des Stoffes war katalogartig, wobei der Frauenkatalog Hesiods als Vorbild diente. Zu den 3 Büchern Liebeselegien der Leontion des griechischen Dichters Hermesianax dürfte eine gewisse Nähe bestanden haben.
Im Florilegium, einer von Johannes Stobaios zusammengestellten Sammlung von Exzerpten griechischer Texte, ist ein längeres Fragment von Phanokles erhalten. Dieses Bruchstück, das zu den schönsten Proben griechischer elegischer Poesie gehört, behandelt die Liebe des Orpheus zum jugendlichen Kalaïs, dem Sohn des Windgottes Boreas, und seinen Tod durch thrakische Frauen. Weitere Fragmente zeigen, dass in Phanokles’ Werk ferner u. a. die Liebe von Kyknos zu Phaethon, von Dionysos zu Adonis, von Tantalos zu Ganymedes und von Agamemnon zu Argynnos geschildert waren. Dabei ist Phanokles’ Interesse für Aitiologie und seine Rationalisierung von Mythen erkennbar.